# Kernen
Kernen (svensk: Kärnan) er et tårn og en tidligere fæstning i Helsingborg i Skåne i Sverige.
Tårnet er 35 m højt og har en næsten kvadratisk grundplan med siden 15 m. Tårnet var kun en del af befæstningen. Rundt om tårnet var der yderligere to mure, som var 4,5 meter tykke ved fundamentet. Et tilsvarende tårn er bevaret som sidste rest af Tårnborg ved Korsør.

## Oprindelse
Kernens oprindelse og alder er uklar. Ifølge Arild Huitfeldt i Danmarckis Rigis Krønicke byggede den danske sagnkonge Frode Fredegod Kernen allerede i år 1 e. Kr.. Den blev grundstenen til Helsingborg. Præsten Sthen Jacobsen, som omkring 1680 skrev Den Nordiske Kriigs Krønicke, Skånelandenes sidste bidrag til dansk litteratur, påpegede, at Kernen blev anset for at være:
| Citat | den ældste bygning udi ald Skaane, och att være bygt udi kong Frode Fredegods tiid, som regierede der Christus bleff föd til verden; huor om findiss dette gamle vers: Tempore natalis Christi, turris capitalis Helsingborg struitur, velut in Scriptis reperitur" | Citat |
|       | |       |

Biskoppen i Lund Mogens Madsen, der var født i Helsingborg og søn af byens borgmester, Mads Pedersen Tøndebinder, læste i 1500-tallet dette vers over porten til borgen. Sagnet kan dog ikke verificeres.
Det antages, at der allerede i vikingetiden blev bygget en befæstning på højdedraget Landborgen for at beskytte overfarten mellem Sjælland og Skåne. Ifølge Adam af Bremen fandtes der omkring år 1070 mange overfartssteder fra Sjælland til Skåne, men den korteste var ved Helsingborg. Han påpegede også, at området deromkring var et eftertragtet tilhold for sørøvere.
Helsingborgs betydning understreges af, at mange landeveje mødtes og mødes her, bl.a. fra grænsen til Sverige i nord (i dag grænsen mellem Skåne og Småland) og de danske ærkebispers by Lund i syd.

## Middelalderen
Den gamle befæstning på Landborgen erstattedes i 1100-tallet af en tårnborg af sandsten. Det runde fæstningstårns grundmure findes markeret i terrænet og kan ses vest for den nuværende Kernen, som blev opført ca. 1313-1318 af Erik Menved (som også fejrede sit bryllup her i 1296).
Kernen var en af Danmarks vigtigste borge og en vigtig brik i magtkampen i det nordlige Europa. Flere danske konger har resideret på Kernen, bl.a. Christoffer af Bayern som døde her i 1448.
Kongen indkaldte til danehof på Kernen i 1283 og flere gange i begyndelsen af 1300-tallet. Ved midten af 1300-tallet blev herredagene Danmarks højeste besluttende forsamling. De blev flere gange afholdt i Helsingborg.

## Renæssancen og svenskekrigene
For Øresundstolden spillede Kernen sammen med Kronborg en vigtig rolle. Ethvert udenlandsk skib, der passerede mellem Helsingør og Helsingborg, skulle betale en afgift. Jon Jensen Kolding skriver i sin danmarksbeskrivelse i 1594 om Kronborg og Kernen: På begge sider af Sundet findes en vældig mængde krigsmaskiner, hvilke er opført der til skræk og advarsel for skibe, som forsøger at stikke af forbi sundtolden.
Ved freden i Roskilde mistede Danmark Helsingborg og Kernen sammen med resten af Skånelandene til Sverige. På den tid var Ove Gjedde, der grundlagde den danske koloni Trankebar på Indiens sydøstkyst, lensmand på Kernen.
Da Christian V indledte Skånske Krig i et forsøg på at tilbageerobre de gamle danske landområder, lod han hejse et gigantisk Dannebrog (7 m højt og 17 m bredt) på Kernen for at vise omverdenen, at Skånelandene endelig var tilbageført under dansk herredømme. Det store Dannebrog kan i dag ses på Armémuseum i Stockholm.

## Nedrivning og restaurering
Karl 11. lod efter Skånske Krig det meste af fæstningen nedrive med undtagelse af tårnet. Tårnet blev bl.a. bibeholdt, så et enormt svensk flag her kunne vaje højt over Helsingborg og Øresund og vise omverdenen, at Skånelandene for "evinnerlig tid"[kilde mangler] hørte til Sverige. Alle passerende skibe var skyldig at hilse det svenske flag på Kernen med kanonsalut.[kilde mangler]
Kernen stod som ruin og forfaldt i 200 år, men blev restaureret i slutningen af 1800-tallet. Ved restaureringen blev den dog gotificeret med en krenelering. Foran tårnet blev de store terrassetrapper opført i 1903.